# Solidago auriculata
Solidago auriculata là một loài thực vật có hoa trong họ Cúc. Loài này được Shuttlew. ex S.F.Blake miêu tả khoa học đầu tiên năm 1931.